# Carex wui
Carex wui là một loài thực vật có hoa trong họ Cói. Loài này được W.M.Chu ex L.K.Dai mô tả khoa học đầu tiên năm 1999.